# زنگوله بادی

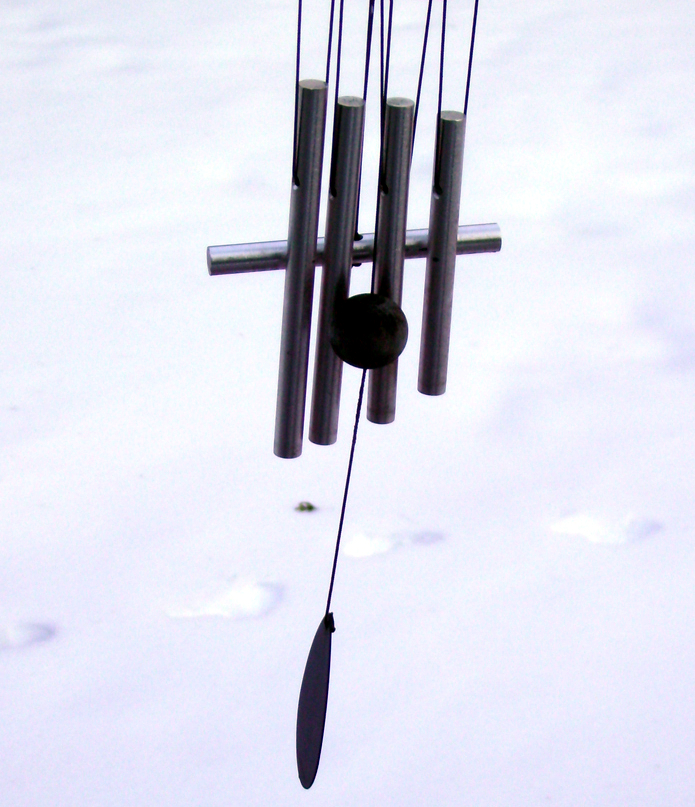
زنگوله بادی فلزی

زنگوله بادی (به انگلیسی: Wind chimes)، نوعی ساز کوبه‌ای هستند که از لوله‌های آویزان، میله‌ها، زنگ‌ها یا دیگر اشیاء که اغلب از فلز یا چوب ساخته می‌شوند. لوله‌ها یا میله‌ها همراه با نوعی وزن یا سطح آویزان می‌شوند که لوله‌ها یا میله‌ها می‌توانند زمانی که آنها یا سطح بادگیر دیگری در اثر حرکت طبیعی هوا در خارج دمیده می‌شوند، برخورد کنند. آنها معمولاً در بیرون از ساختمان یا محل سکونت به عنوان زیور باغ دیداری و شنیداری آویزان می‌شوند. از آنجایی که سازهای کوبه‌ای بر اساس تأثیر تصادفی باد در حال وزش زنگوله‌ها زده می‌شوند، زنگوله‌های بادی نمونه‌ای از موسیقی تصادفی بر شانس در نظر گرفته شده‌است. لوله‌ها یا میله‌ها ممکن است صداهای نامشخص یا گام‌های نسبتاً متمایز داشته باشند. زنگوله‌های بادی که آهنگ‌های نسبتاً متمایزی به صدا درمی‌آورند، می‌توانند از طریق حرکت تصادفی هوا، آهنگ‌های ساده یا آکوردهای شکسته ایجاد کنند.